# Diego Cantagalli
Diego Cantagalli (Palermo, 13 febbraio 1999) è un pallavolista italiano, opposto della Rinascita Lagonegro.

## Biografia
È figlio del pallavolista Luca Cantagalli.

## Carriera

### Club
Inizia la sua carriera nelle giovanili del Cavriago e successivamente entra a fare parte di quelle della Lube, che lo destina dalla stagione 2014-15 alla società collegata dell'Appignano, con la quale disputa due campionati di Serie B2 ed uno di Serie B.
Nella stagione 2017-18 entra a far parte del progetto federale del Club Italia, in Serie A2, mentre nella stagione successiva viene promosso dalla Lube in prima squadra con cui vince lo scudetto e la Champions League.
Nella stagione 2019-20 viene ingaggiato dai Diavoli Rosa, in Serie A3. Dopo l'interruzione del campionato a causa della pandemia di COVID-19 passa per la stagione seguente all'Impavida Ortona, in Serie A2: l'8 novembre 2020, mettendo a segno 46 punti nella partita Impavida Ortona-Emma Villas realizza il record assoluto di punti in una singola partita di pallavolo maschile in Italia a livello elite.
Per la stagione 2021-22 fa ritorno in Emilia-Romagna firmando per il Tricolore, ancora in Serie A2, con il quale vince la Coppa Italia di categoria. Per il campionato 2023-24 è di nuovo all'Impavida Ortona, nella stessa categoria, mentre nell'annata 2024-25 è di scena nella terza serie nazionale, ingaggiato dalla Rinascita Lagonegro.

### Nazionale
Viene inserito nelle squadre giovanili nazionali a partire dal 2015: con la nazionale Under-19 partecipa al campionato mondiale 2015 e due anni dopo conquista la medaglia di bronzo al torneo WEVZA e quella d'oro al festival olimpico estivo della gioventù europea. Con la Under-21 conquista la medaglia d'argento al mondiale 2019.
Nel 2019 ottiene le prime convocazioni nella nazionale maggiore.

## Palmarès

### Club
- Campionato italiano: 1

2018-19
- Coppa Italia di Serie A2: 1

2021-22
- Champions League: 1

2018-19

### Nazionale (competizioni minori)
- Campionato WEVZA Under-19 2017
- Festival olimpico estivo della gioventù europea 2017
- Campionato mondiale Under-21 2019